# Nutraceutyki

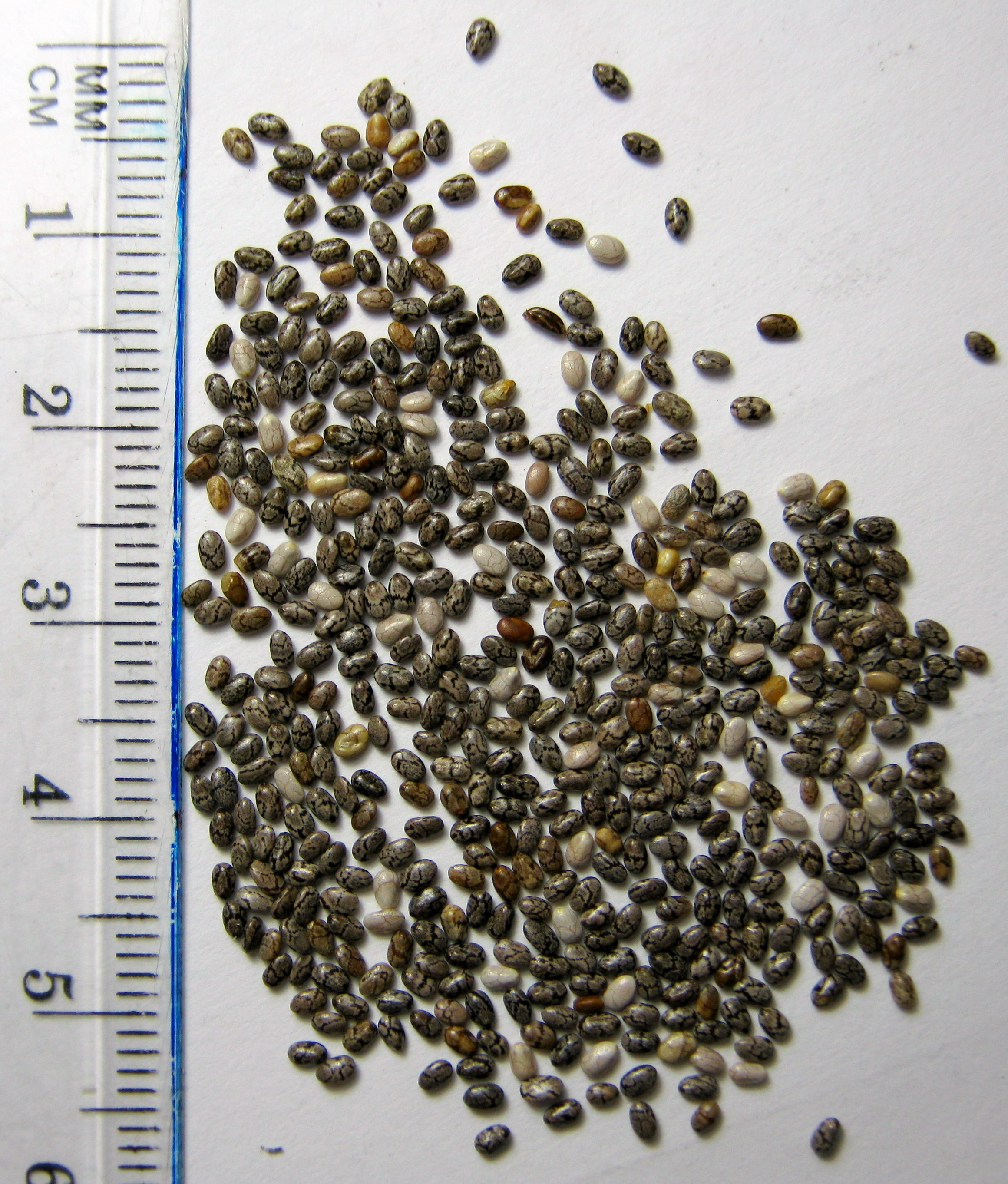
Chia jest uprawiana w celach handlowych dla nasion bogatych w kwasy tłuszczowe omega-3.

Nutraceutyki – środki spożywcze łączące w sobie wartości żywieniowe i cechy środków farmaceutycznych. Oznaczają zarówno poszczególne składniki żywności, jak i substancje dodatkowe, a także gotowe produkty spożywcze oraz suplementy, których spożycie przynosi większe korzyści zdrowotne i terapeutyczne, niż te wynikające z normalnej diety.
Pojęcie jest stosowane popularnie od lat 90. XX wieku na określenie suplementów diety lub innych środków żywnościowych w formach farmaceutycznych posiadających właściwości prozdrowotne (przynoszących korzyści zdrowotne). Niekiedy pojęcie to rozumiane jest szerzej jako wszystkie środki spożywcze posiadające specjalne właściwości prozdrowotne niezależnie od ich formy.
Nutraceutyki są stosowane w celu uzupełnienia diety o substancje pochodzenia naturalnego, które występują normalnie w żywności aczkolwiek w ograniczonych ilościach, a które wykazują właściwości sprzyjające zachowaniu zdrowia i podtrzymaniu prawidłowego funkcjonowania organizmu.
Cechy prozdrowotne nutraceutyków podawane na ich opakowaniach lub w ich reklamach określa się pojęciem oświadczeń zdrowotnych (ang. health claims). Są to oświadczenia dotyczące działania prozdrowotnego, np. „Wapń wzmacnia kości.” lub „Kwasy tłuszczowe omega-3 zmniejszają ryzyko kolejnego zawału.”
Różnica między lekiem a nutraceutykiem jest przedmiotem debaty naukowców i władz zdrowotnych. Zwykle uznaje się, że nutraceutyki powinny zawierać wyłącznie dawki mniejsze niż zawarte w lekach oraz wykazywać wyższy poziom bezpieczeństwa stosowania (szczególnie długotrwałego) niż typowe leki.
Przykładami substancji które mogą być zawarte w nutraceutykach są:
- witaminy lub związki mineralne, np. witamina E;
- flawonoidy, np. flawonoidy zawarte w owocach czarnej borówki;
- polifenole, np. zawarte w skórce czerwonych winogron;
- wielonienasycone kwasy tłuszczowe, np. kwasy typu omega-3 zawarte w rybach morskich.

Jednym z podstawowych mechanizmów działania wielu z tych substancji jest ich działanie antyoksydacyjne (wymiatające wolne rodniki tlenowe). Prowadzi to do ochrony struktur komórkowych przed procesami degeneracji wynikającymi z zanieczyszczenia środowiska, procesów starzenia i innych procesów niekorzystnych dla zdrowia.